# Koschim
Der Koschim (russisch Ко́жим, Кожым Koschym) ist der größte Nebenfluss des Kossju in der Republik Komi in Nordwestrussland.
Der Koschim entspringt im Subpolarural östlich der Narodnaja, dem höchsten Gipfel des Urals. Er fließt zuerst durch das Bergland in nördlicher Richtung, wendet sich dann nach Westen. Später dreht er wieder nach Norden und schließlich wieder nach Westen, bevor er rechtsseitig in den Kossju mündet. Im Unterlauf durchfließt der Koschim eine Sumpfebene. Der Koschim hat eine Länge von 202 km. Er entwässert ein 5180 km² großes Areal westlich des Urals. Der mittlere Abfluss (MQ) des Koschim beträgt 120 m³/s. Der Koschim durchfließt den Nationalpark Jugyd wa. Der Fluss wird zum Rafting genutzt. Die Siedlung Koschym liegt nördlich des Flusslaufs kurz vor der Mündung des Koschim in den Kossju.